# Андра Пурић
Андра Пурић је био српски књижар чија је књижара пословала крајем XIX века у Београду.

## Књижара Андре Пурића
Књижара Андре Пурића је током дужег периода била једна од најбољих књижара у Београду, у улици Васе Чарапића. За Андру Пурића се знало да је врло услужан и вешт у послу.
Књижара му је била одлично снабдевена. На волшебан начин успевао је да набави књиге са свих страна, и из Загреба, Новог Сада, Пеште, Беча и разних земаља, па су књижевници тог времена врло радо долазили да бирају, купују и наручују књиге. Остало је упамћено да купци нису могли одолети великом избору и никада нису изашли из радње без барем једне купљене књиге.
Андра Пурић је добрим познаваоцима давао, па чак и нудио књиге на отплату. Знао је врло добро да књижевни радници немају превише пара, али су часно плаћали дугове.
Књижара Андре Пурића је такође продавала и иконе.